# Inuyarai

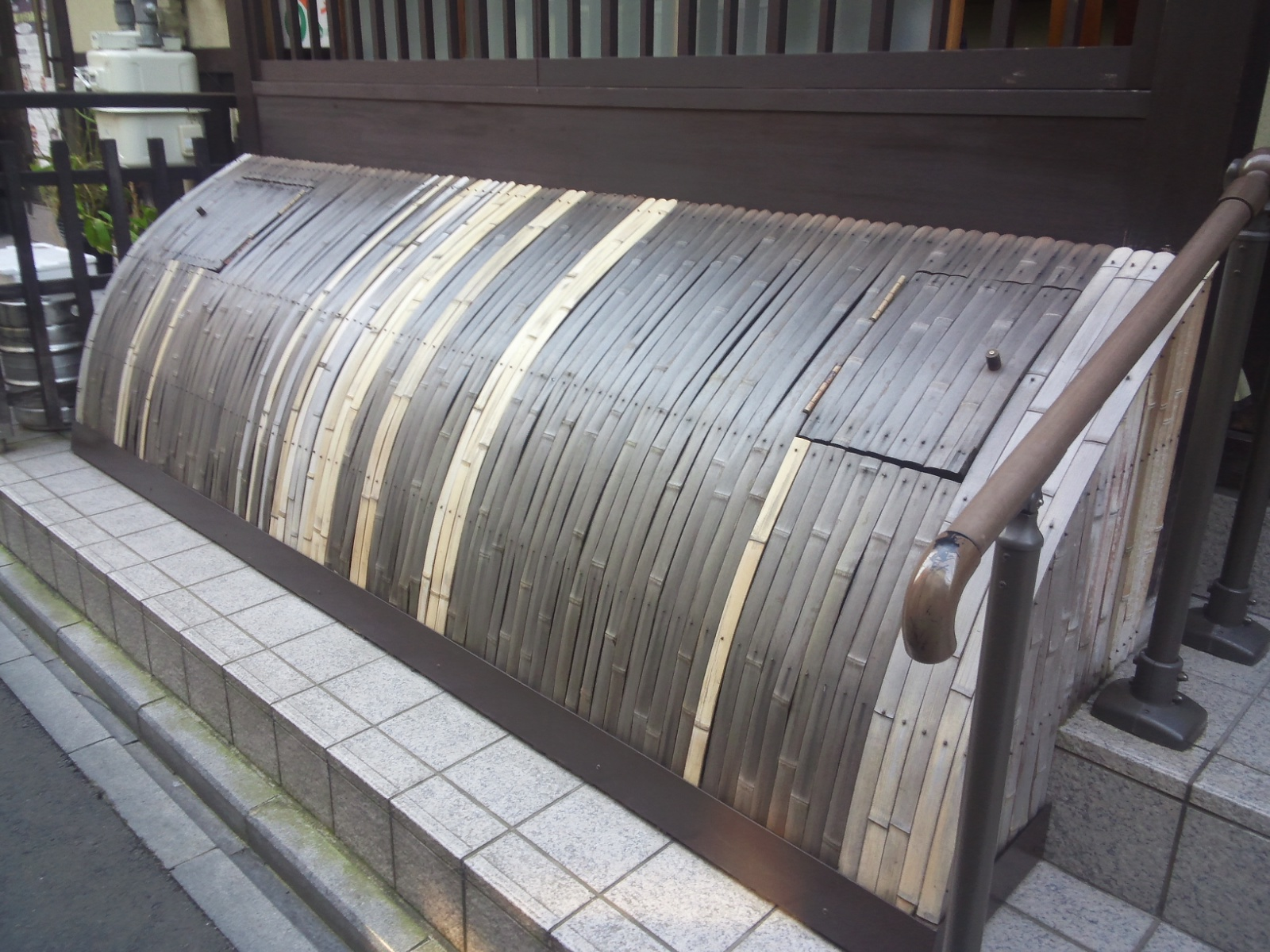
Inuyarai de forme arrondie à Ponto-chō.

Un inuyarai (kanji : 犬矢来 ; hiragana : いぬやらい ; katakana : イヌヤライ ; romaji : inuyarai ; litt. « se débarrasser du chien ») est un élément architectural qui sert de clôture de garde pour l'avant-toit de la maison de ville traditionnelle japonaise à Kyoto, le 京町家 (machiya).

## Conception et utilisation

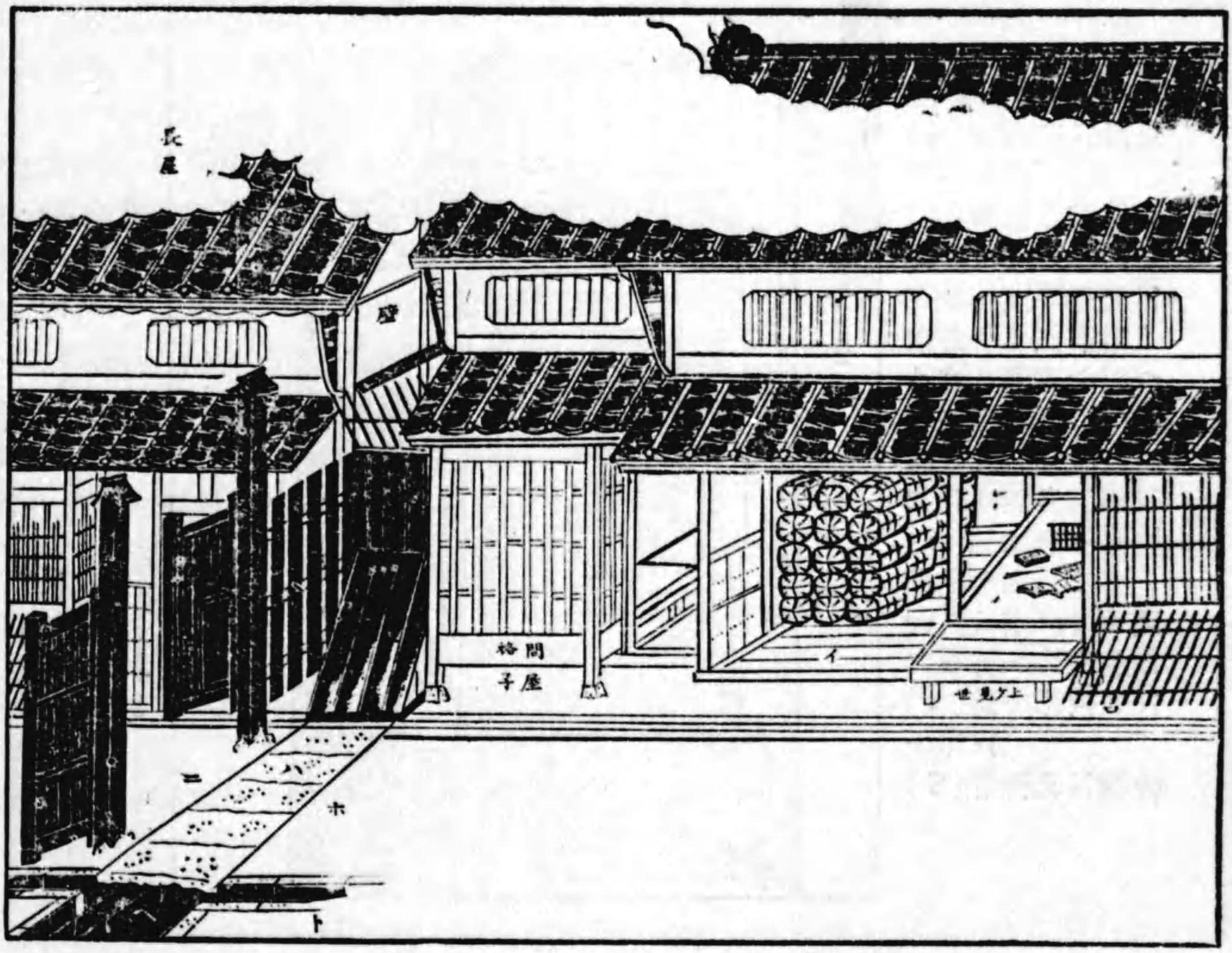
Dessin d'un machiya de Kyoto ou Osaka de 1908 montrant un inuyarai.

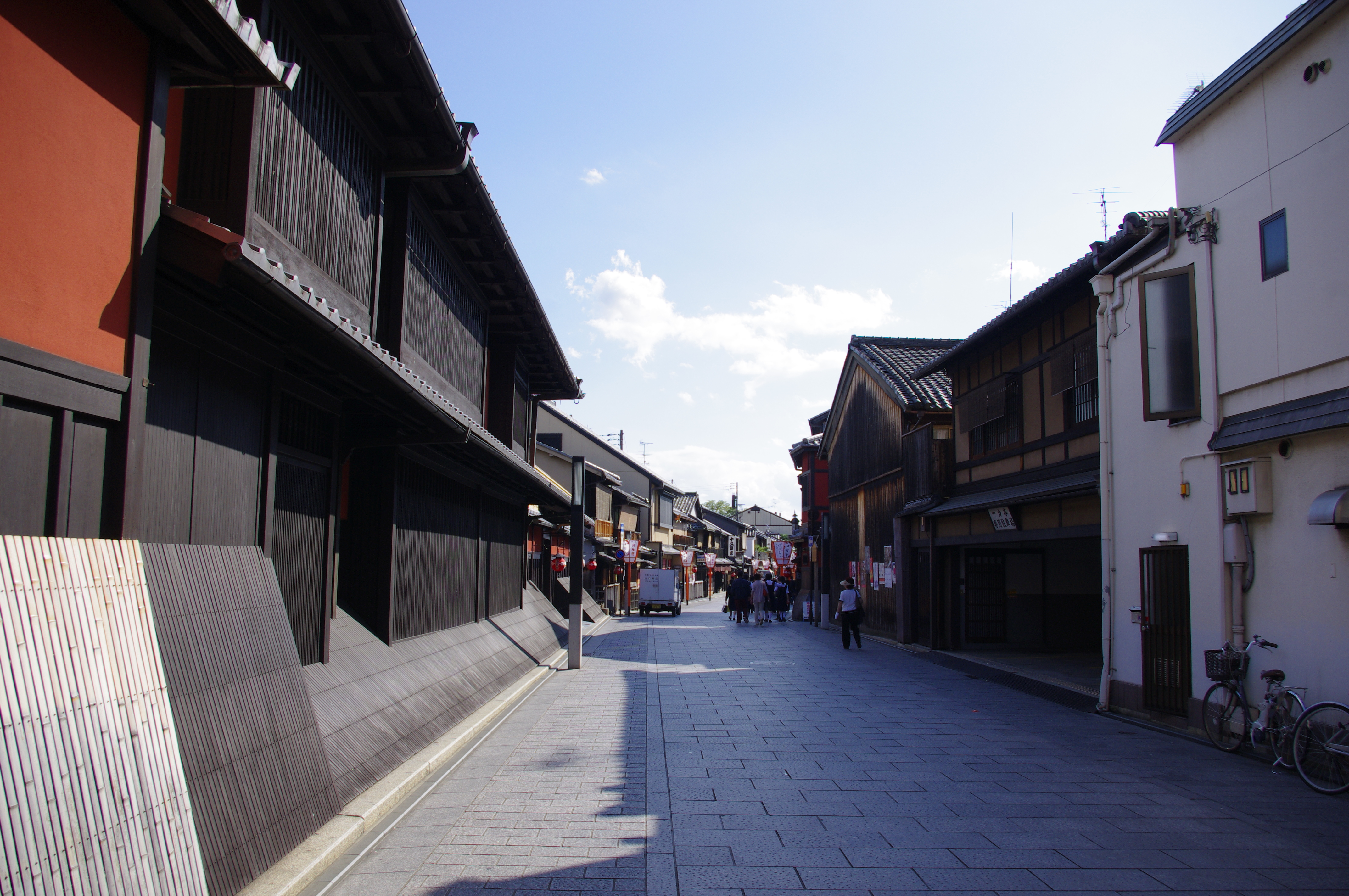
Inuyarai droits à Gion.

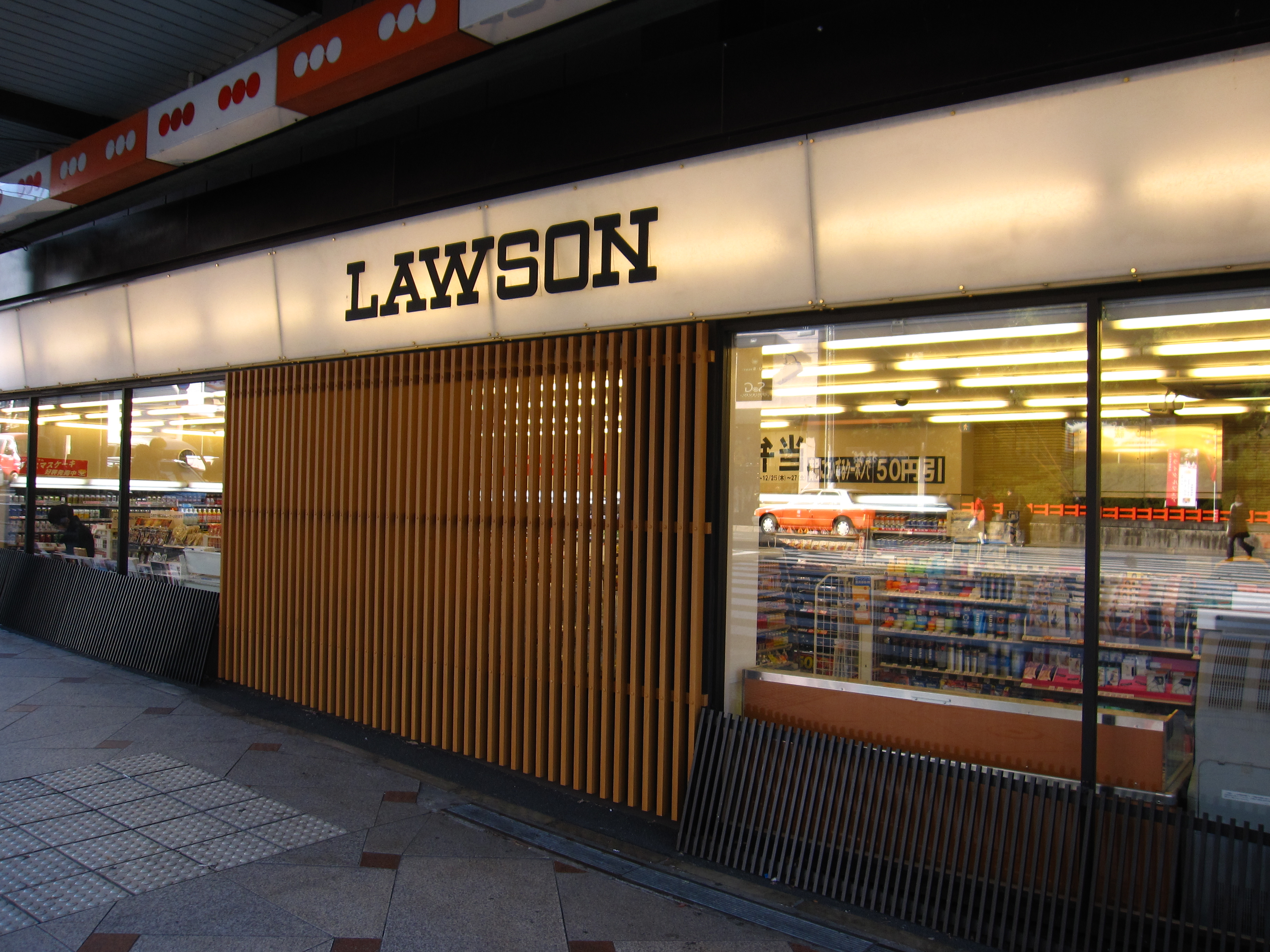
Utilisation moderne d'inuyarai dans une supérette Lawson.

Un inuyarai peut être de taille variable, mais atteint habituellement une hauteur de 1 m. Récemment, les inuyarai sont faits de métal forgé, mais traditionnellement, le bambou était utilisé. On pliait et arrangeait des lames fines de bambou coupé pour former une forme de clôture arrondie. Le bambou était le matériau idéal puisqu'il avait une grande capacité à se déformer. Les inuyarai étaient très fragiles et devaient être remplacés quand ils étaient trop usés.
Leur utilisation première était probablement pour empêcher les chiens d'uriner sur les habitations, ce qui lui a valu son nom. Originellement, beaucoup de chiens errants se promenaient en longeant les maisons de Kyoto et urinaient souvent sur celles-ci. Les habitants détestaient les chiens errants et ont donc mis en place les inuyarai.
Outre ce possible usage particulier, l'inuyarai protège la base des habitations de la pluie et des éclaboussures de boue, en plus d'éviter la corrosion et les rayures. Auparavant, beaucoup de voitures à chevaux circulaient dans les rues du vieux centre-ville de Kyoto, et projetaient des cailloux et autres petits projectiles sur les parois des maisons. L'inuyarai permettait donc à la maison de rester protégée. À partir du XXe siècle, beaucoup moins de voitures passent par les vieilles rues et certaines sont devenues piétonnes, ce qui rend obsolète cette fonction. On raconte aussi qu'il empêche les voleurs en les dissuadant de grimper dessus. Les inuyarai en bambou étaient aussi trop fragiles pour supporter le poids d'un humain et leur forme arrondie était difficile à escalader. Il permet aussi en quelque sorte de délimiter l'espace de la rue et de l'habitation,.
Similaire à l'inuyarai, le komayose est une clôture de fer ou de bois confectionné en attachant deux ou trois bâtons de bambou à une buche avec une corde.

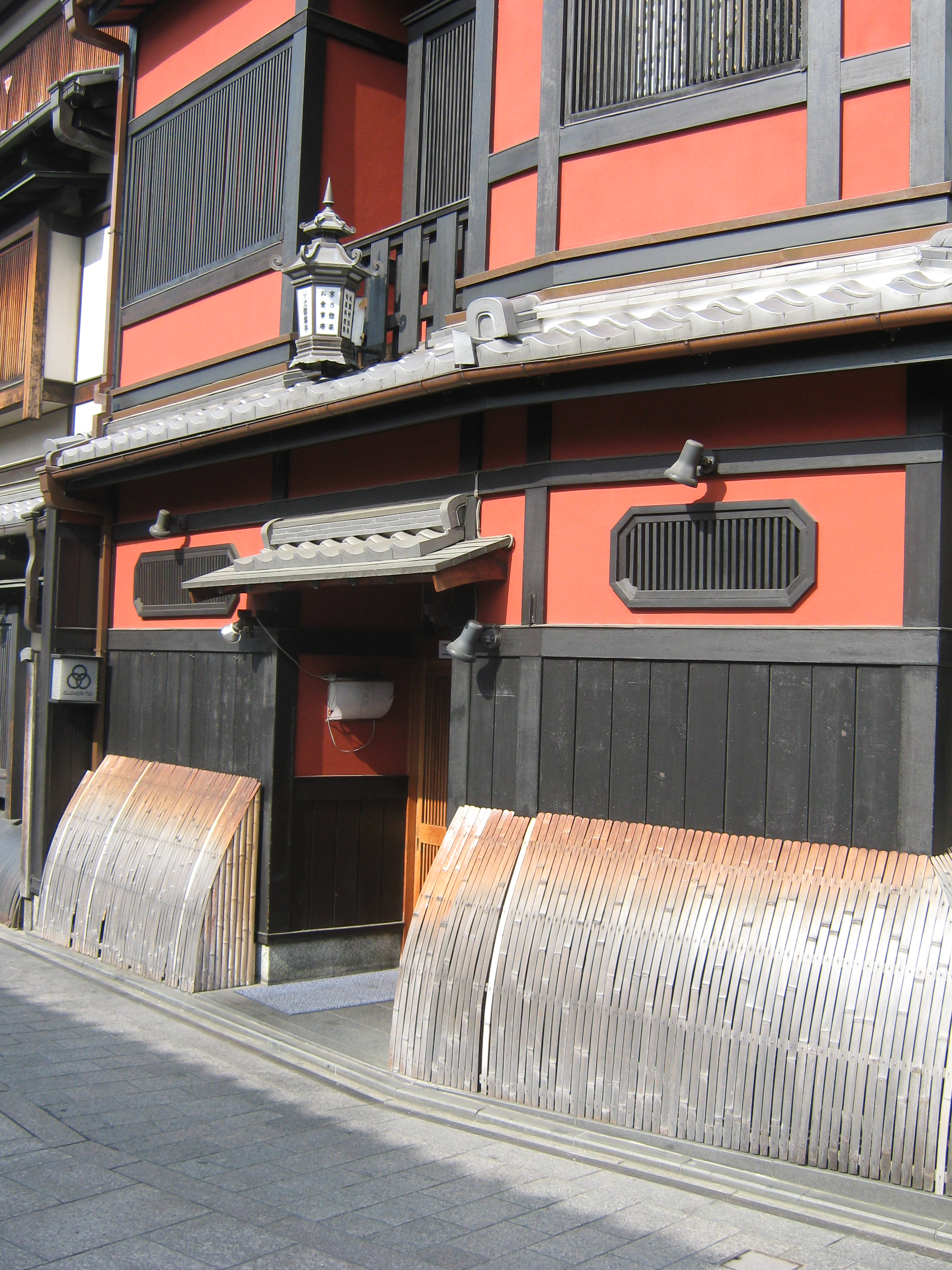
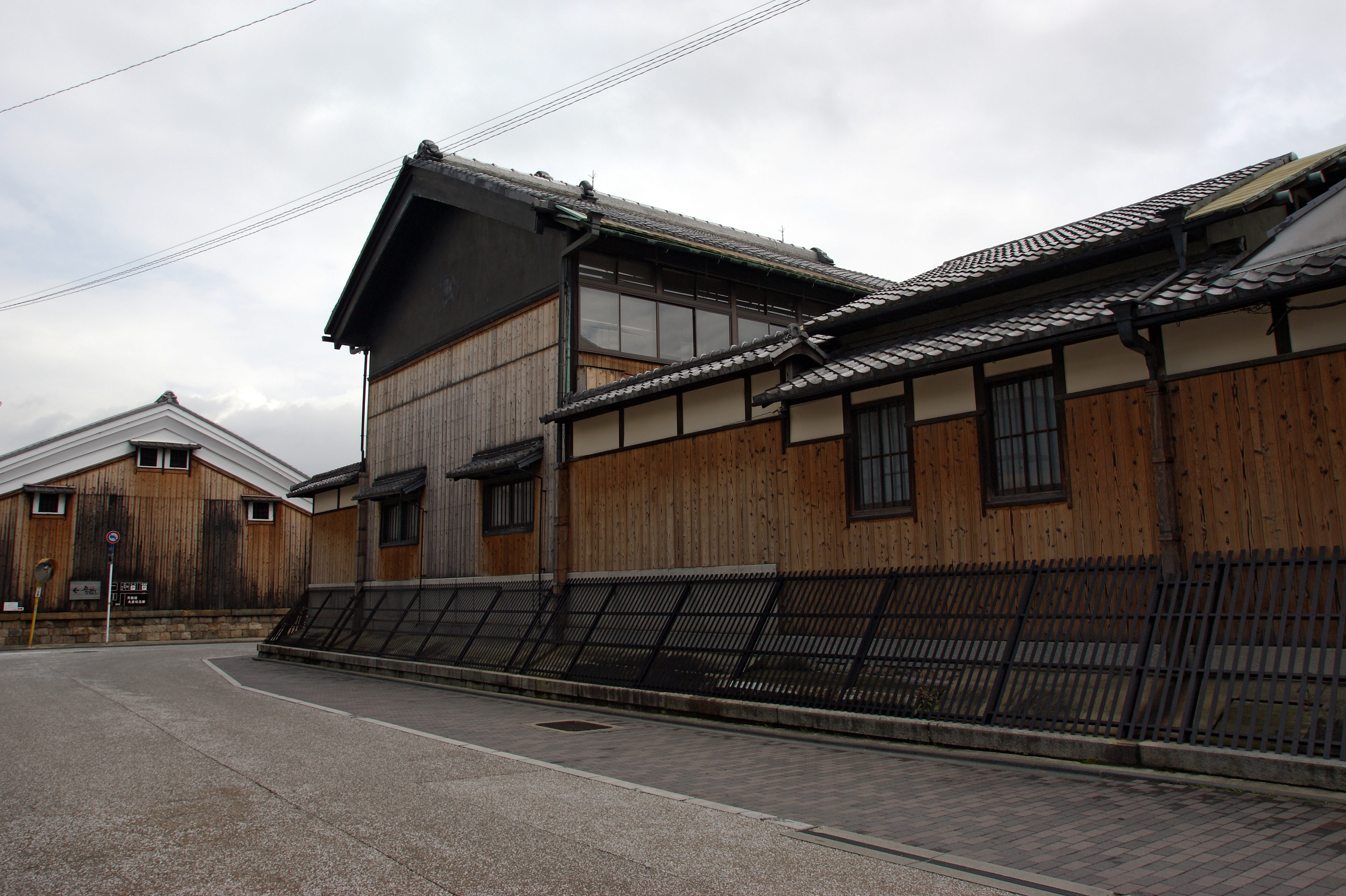
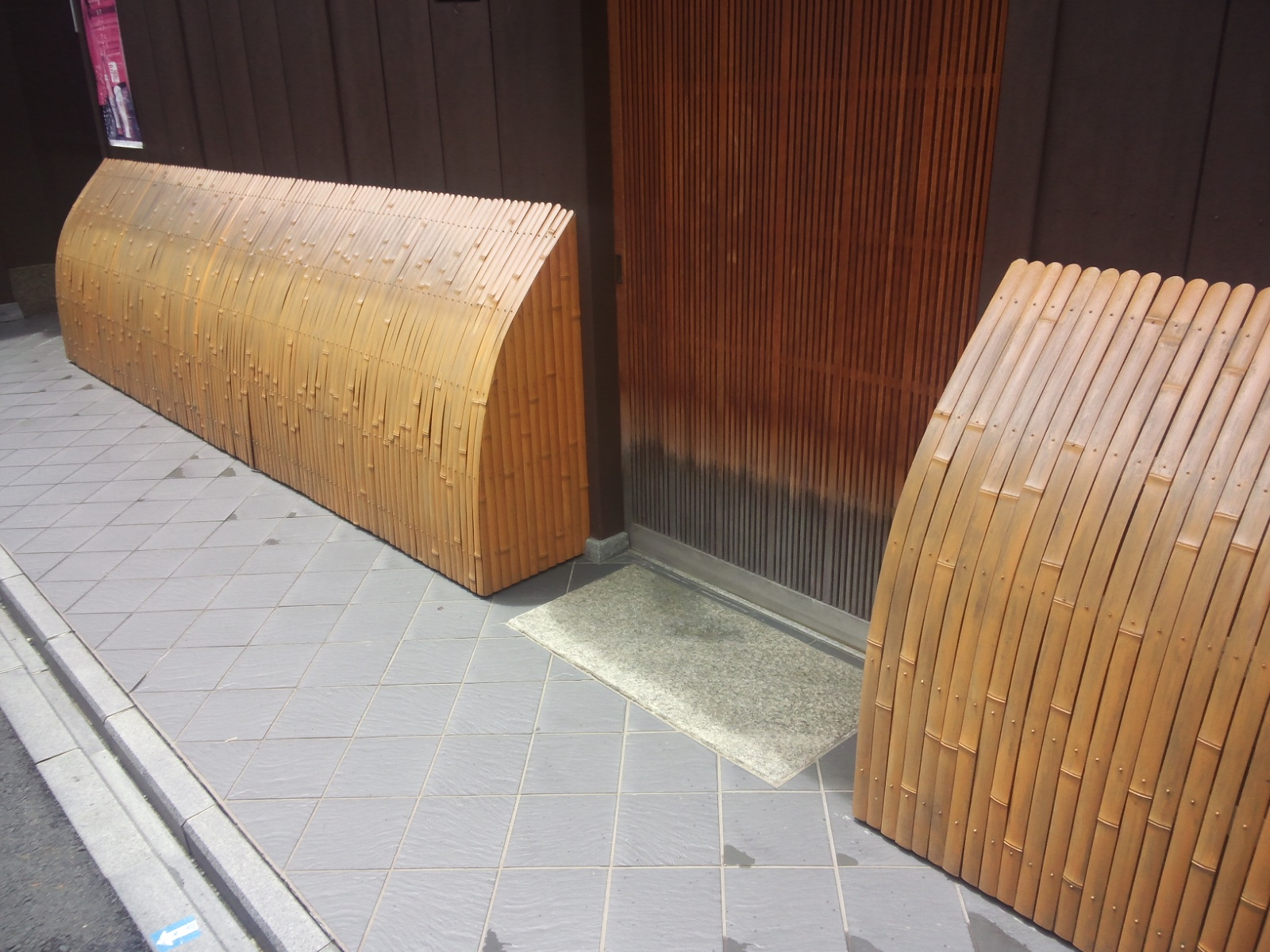